# LGM-118 Peacekeeper
Il missile LGM (Land Guided Missile)-118 Peacekeeper, noto come MX, è stato il nuovo missile ICBM americano degli anni '80, dopo anni di totale inattività mentre lo standard era costituito dai Minuteman, assai piccoli, e dagli obsoleti Titan.
L'MX era la risposta americana agli SS-18 sovietici, e come loro era capace di trasportare almeno 10 MIRV (testate nucleari con obiettivo indipendente) e piazzarle con grande precisione. Era a 4 stadi, 3 a propellente solido e l'ultimo a propellente liquido, armato con 10 testate MIRV da 500kT. Il carico utile era del resto di 3600 kg, non di 7000, a differenza del missile sovietico. Ma mentre l'SS-18 venne schierato dalla fine degli anni '70, in sostituzione dell'SS-9, l'MX attese fino alla fine degli anni '80, e anziché 308 ne vennero ordinati 100, poi ridotti a 50. Negli anni '80 si è deciso di limitare l'operatività e di procedere, gradualmente, alla sua totale radiazione.
Durante il periodo della guerra fredda e prima della dissoluzione dell'Unione Sovietica l'ICBM omologo russo era il missile RT-23 (codice NATO SS-24 Scalpel).
Attualmente gli ICBM americani dovrebbero essere solo Minuteman III.

## Voci correlate

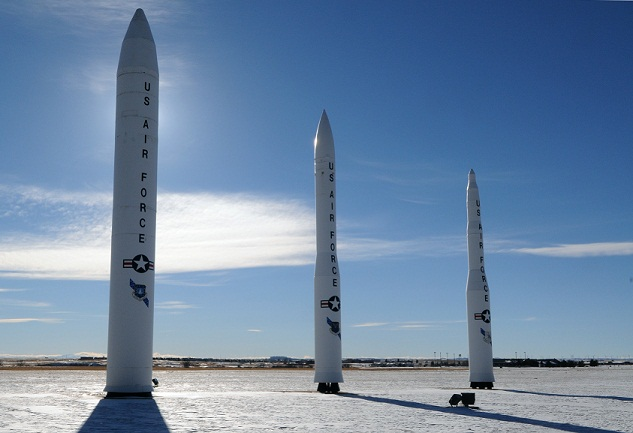
Confronto tra Peacekeeper, Minuteman I e Minuteman III